# Muerte de Natalia Fraticelli
La muerte de Natalia Fraticelli o caso Fraticelli fue un caso policial de Argentina, en el que se investigó la muerte en su casa de Rufino, Santa Fe de la joven Natalia Fraticelli.

## Vida familiar
Carlos Fraticelli era el juez penal de Rufino al momento de los hechos. Nacido en  Rafaela, se había graduado como abogado en la Universidad Nacional del Litoral y ejercido en diferentes ciudades del interior provincial antes de llegar a Rufino. En Rafaela conoció a Graciela Dieser, una entrerriana con quien se casaría unos años después.
La pareja tenía dos hijos, Franco (adoptado) que en ese momento tenía 17 años y Natalia de 15. Natalia padecía un leve retraso madurativo debido a una meningitis severa que había sufrido años antes.

## Muerte de Natalia Fraticelli
El viernes 19 de mayo del 2000, Natalia Fraticelli, de entonces 15 años, fue a visitar a una amiga que vivía cerca de su casa y regresó a las siete de la tarde. Los testigos que la vieron durante esos días afirman que estaba de buen ánimo. Antes de las doce de la noche se fue a dormir.

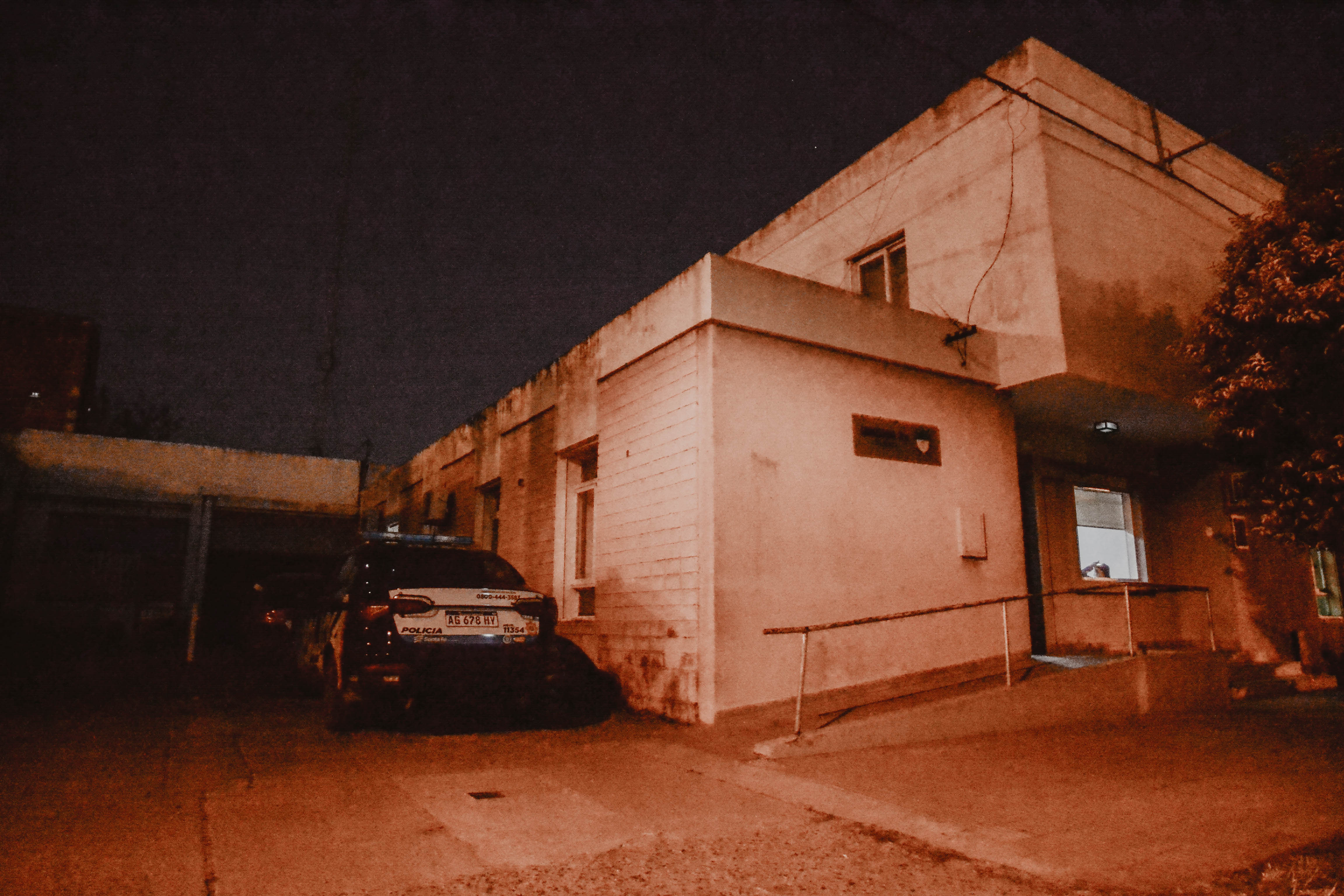
Destacamento policial de Rufino

Alrededor de las 8 de la mañana del sábado 20 de mayo fue encontrada muerta en la cama. Existen declaraciones contradictorias sobre si fue encontrada por su padre o por su madre. Carlos Fraticelli declaró que la encontró con dos bolsas en la cabeza y las manos atadas con un pañuelo de seda, y que al tener todavía calor corporal decidió llamar al médico Hugo Costa en lugar de a la policía. Costa declaró que al momento de llegar a la escena Natalia estaba fría y llevaba varias horas muerta.

## Juicio
Las primeras hipótesis del caso hablaban de un posible suicidio, debido a que no se había encontrado señales de violencia en la escena del crimen, o de un posible robo seguido de muerte. Esta última hipótesis era la que sostenía el matrimonio Fraticelli, apoyándose en los objetos encontrados en la habitación (las bolsas y el pañuelo) y debido a que aparentemente faltaba dinero en la vivienda. También se barajó la hipótesis de que se tratara de un "ajuste de cuentas" debido a las investigaciones del juez sobre prostíbulos de la zona de San José de la dormida.
Sin embargo, las contradicciones que se observaban en las declaraciones del matrimonio fue virando el eje de las investigaciones hacia la familia de Natalia. Luego de declarar como testigos de la causa, Carlos Fraticelli y su esposa fueron imputados por el asesinato de su hija. La hipótesis de la justicia era que los problemas madurativos de su hija afectaban el estatus social al que aspiraba la pareja y por lo tanto habían decidido deshacerse de ella. Al momento del hecho, Carlos Fraticelli era Juez de Instrucción Penal de la Provincia de Santa Fe, por lo que fue destituido antes de ser enjuiciado junto a Dieser. Además, debido a que Rufino es una localidad de muy pocos habitantes rodeada por ciudades de similares características, los demás jueces del distrito se declararon incompetentes por tener una relación de afecto o aprecio con el acusado, por lo que el entonces Gobernador Carlos Reutemann ordenó que sean juzgados por magistrados pertenecientes a otro distrito judicial de la provincia.

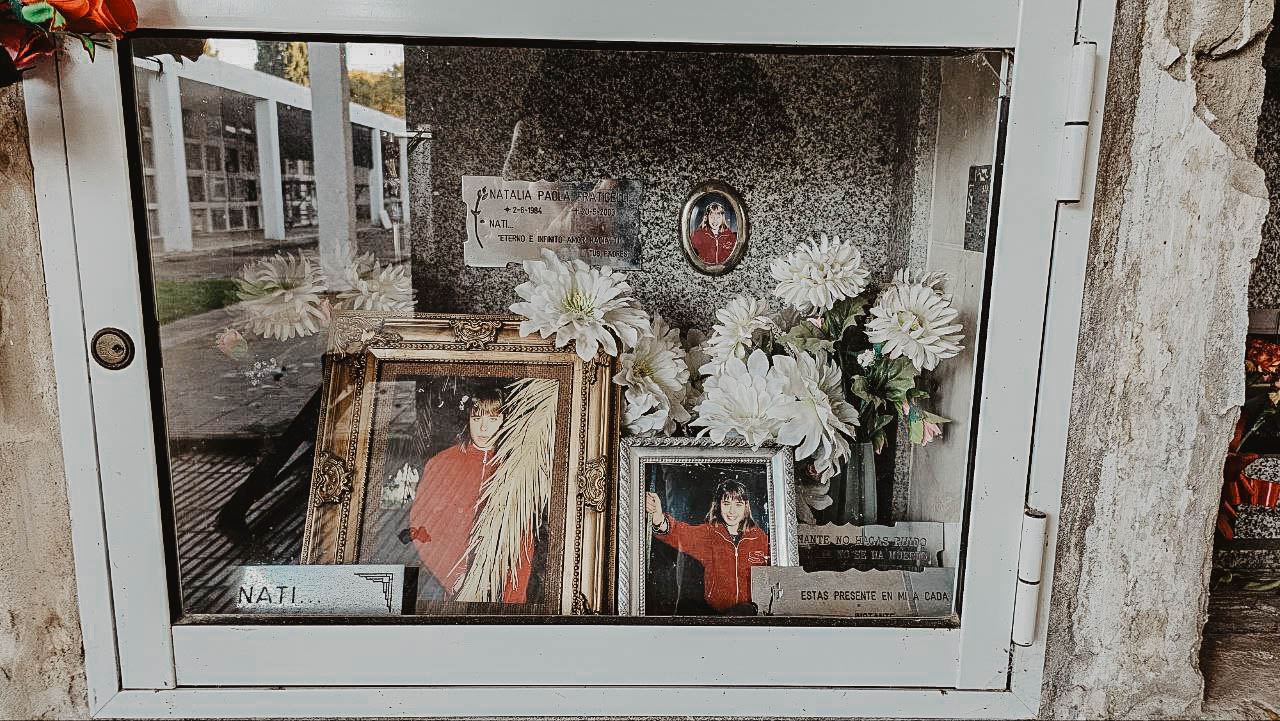
Natalia Fraticelli, de 15 años, fue hallada muerta en su casa en Rufino en 2000. Sus padres, el juez Carlos Fraticelli y Graciela Dieser, fueron condenados pero luego absueltos. La causa concluyó como suicidio tras años de polémica judicial.

Fraticelli declaró que llegó a su casa a las 2 de la madrugada, luego de pasar la noche con su amante Mirta Ester Elguero en un albergue transitorio. Esta información fue confirmada por las declaraciones de Elguero y de empleados del hotel. Fraticelli afirma que al regresar a su hogar no pasó por la habitación de Natalia. Por otra parte, Franco, el hijo adoptivo de la pareja, se encontraba durmiendo en la casa de su abuela, algo que era habitual dado que no mantenía una buena relación con el matrimonio Fraticelli.
La autopsia del Instituto Médico Legal de Rosario concluyó que se había tratado de un estrangulamiento mecánico, donde le habían apretado el cuello entre 3 y 5 minutos. Sin embargo, el médico forense a cargo de esa autopsia declaró posteriormente que el hueso hioides había sido roto por él durante la manipulación del cuerpo. Por otro lado, la autopsia encontró que además de los medicamentos para la epilepsia que tomaba diariamente Natalia también había ingerido Uxen Retard, un antidepresivo contraindicado para personas con su condición dado que puede causar efectos secundarios importantes que incluyen la muerte. Estos datos respaldarían la teoría de un suicidio, aunque no descarta que los medicamentos le fueran administrados por una tercera persona. 
Fueron condenados a cadena perpetua en 2002, pero en 2008 la justicia los dejó en libertad al determinar que la justicia había actuado incorrectamente y llegar a la conclusión de que Natalia se habría suicidado con pastillas de su madre, reforzando con ahogamiento con una bolsa plástica en su cabeza, tras haberse enterado de que una carta, que había sido hallada en su cesto de basura hecha pedazos, y que estaba firmada por un muchacho del que ella gustaba, había sido una broma de sus amigas.

## Después del juicio
Fraticelli y Dieser se divorciaron mientras estuvieron presos, formando ambos nuevas parejas durante su reclusión, con las que se fueron a vivir cuando salieron en libertad. El exjuez escribió un libro junto a su nueva pareja, una psicóloga. 
El 20 de noviembre de 2009, ambos fueron declarados inocentes, pero sobrevino un nuevo derrotero de apelaciones que desembocó en diciembre de 2014 en la intervención de la Corte de Santa Fe, la máxima instancia provincial que ratificó las absoluciones.
El 11 de abril de 2012, a poco más de un mes de cumplirse doce años del crimen de Natalia, Graciela Dieser apareció sin vida en el departamento que habitaba en la ciudad de Rafaela, de donde era oriunda. A las pocas horas de ocurrido el hecho se confirmó que el motivo de su muerte fue el suicidio, debido a que dejó cuatro cartas explicando su decisión. El motivo habría sido la fuerte depresión que le había causado no solo la muerte de su hija y el divorcio de su esposo, sino también ratificar que la causa de muerte de su hija era el suicidio, pues la hizo sentir culpable.
El 18 de febrero de 2016 la Corte Suprema dejó firme la absolución de Carlos Fraticelli y de su esposa por el crimen. El fallo cierra definitivamente el caso y le asigna fuerza de "cosa juzgada", es decir que ya no hay más instancias judiciales en las que las absoluciones de Fraticelli y su difunta esposa Dieser pueda ser revertida.